# DENIS-P J1228.2−1547
DENIS-P J1228.2−1547 ist ein Brauner Zwerg im Sternbild Rabe. Er wurde 1997 von Xavier Delfosse et al. entdeckt.
Er gehört der Spektralklasse L5 an. Seine Position verschiebt sich aufgrund seiner Eigenbewegung jährlich um 0,224 Bogensekunden. Zudem weist er eine Parallaxe von 49 mas auf.